# Pedro Carlos d'Orléans-Bragance
Pour les articles homonymes, voir Pierre d'Orléans-Bragance (homonymie).
Succession
Prétendant au trône du Brésil
(branche de Pétropolis)
Depuis le 27 décembre 2007
(17 ans, 7 mois et 2 jours)
Pedro Carlos d'Orléans-Bragance (en portugais : Pedro Carlos de Orleans e Bragança) est né le 31 octobre 1945 à Rio de Janeiro, au Brésil. C'est le chef de la branche de Petropolis de la maison d'Orléans-Bragance et, en tant que tel, il est considéré, pour une partie des monarchistes brésiliens, « Pierre V », empereur du Brésil.

## Famille
Le prince Pedro Carlos est l’aîné des six enfants de Pierre-Gaston d'Orléans-Bragance (1913-2007), prince d'Orléans-Bragance, et de son épouse María de la Esperanza de Borbón y Orleans (1914-2005), princesse des Deux-Siciles. Il est le frère de Maria da Glória d'Orléans-Bragance, ex-épouse du prince Alexandre de Yougoslavie et actuelle épouse du 20e duc de Segorbe.
Par son père, Pedro Carlos est le cousin germain du prince Henri d'Orléans (1933-2019), comte de Paris et prétendant orléaniste au trône de France, ainsi que du prince Duarte de Bragance, duc de Bragance et prétendant au trône de Portugal. Par sa mère, il est également le cousin germain du roi Juan Carlos Ier d'Espagne.
Le 2 septembre 1975, le prince épouse à Petrópolis la journaliste brésilienne Rony Kuhn de Souza (1938-1979), qui décède deux jours après avoir donné naissance à leur fils :
- Pedro Tiago Maria d'Orléans-Bragance (né le 12 janvier 1979), prince du Brésil et prince du Grão-Pará. En 2004, le prince Pedro Tiago quitte le palais de Grão-Pará à Petrópolis pour s'installer dans le quartier de Jacarepaguá, à Rio de Janeiro, avec sa petite amie de l'époque, la femme d'affaires Patrícia Lima, et entame une carrière de cycliste professionnel, dans la catégorie descente. Il est sélectionné au championnat du monde de sa catégorie sportive, au cours duquel il sort 11e du classement général. En 2020, il se présente aux élections municipales de Petrópolis (pt) comme vice-maire de la ville et investi par le Parti rénovateur travailliste brésilien, un parti d'extrême-droite, mais sans succès électoral.

Le 16 juillet 1981, le prince Pedro Carlos épouse en secondes noces, à la fazenda São Geraldo, à Bonito (Mato Grosso do Sul), Patrícia Alexandra Brascombe (1962-2009). De cette union naît également un fils :
- Filipe Rodrigo d'Orléans-Bragance (né le 31 décembre 1982), prince du Brésil. Le 8 décembre 2015, le prince Filipe Rodrigo officialise sa relation avec sa compagne Katia Gysele de Paula Pereira, avec qui il n'est cependant pas marié. Le couple a une fille, Maria Isabel Pereira d'Orléans-Bragance (née en 2018), qui ne porte pas le titre de princesse étant née hors mariage. Depuis 2014, le prince travaille comme directeur d'une ferme à Bahia, puis s'installe dans la petite ville d'Ubá, dans le Minas Gerais, où il ouvre une poissonnerie et un restaurant japonais.

Le 1er septembre 2018, Pedro Carlos épouse civilement en troisièmes noces Patrícia Alvim Rodrigues, puis religieusement le 9 octobre 2021.

## Biographie
Pedro Carlos d'Orléans-Bragance est ingénieur forestier. Il cofonde en 1981 et dirige depuis 1984 le jardin botanique de Brasilia (Jardim Botânico de Brasília (pt)), qui est officiellement inauguré et ouvert au public le 8 mars 1985.

## La question dynastique
Pour une partie des monarchistes brésiliens, Pedro Carlos d'Orléans-Bragance est le chef de la maison impériale du Brésil depuis la mort de son père en décembre 2007. Son grand-père, Pierre, le dernier prince du Grão-Pará, avait renoncé en 1908 à ses droits dynastiques et à ceux de sa descendance (condition préalable posée par la princesse impériale Isabelle) avant d'épouser une femme issue d'une famille non régnante, mais par la suite, sans s'opposer frontalement à son neveu Pedro Henrique (qui se présentait comme l'unique héritier du trône brésilien), il avait déclaré que sa renonciation n'était pas valide, et qu'à tout le moins elle ne s'appliquait qu'à lui et non à ses descendants.
Fidèle à l'idéal de son grand-père — qui s'en remettait à la volonté du peuple brésilien — et à la formule consacrée de désignation des empereurs du Brésil (por graça de Deus e unânime aclamação dos povos signifiant « par la grâce de Dieu et l'acclamation unanime des Peuples »), Pedro Carlos d'Orléans-Bragance a déclaré en 2008 au journal espagnol Público que sa branche était républicaine car il fallait s'adapter à la réalité (le plébiscite de 1993 n'avait donné que 13,4 % de suffrages exprimés monarchistes, contre 86,6 % républicains), et que si un nouveau référendum avait lieu au Brésil pour définir le régime politique du pays, ils défendraient le système républicain contre la monarchie. Pierre-Gaston, le père de Pedro Carlos, avait d'ailleurs refusé que ses partisans du Mouvement parlementariste monarchiste (Movimento Parlamentarista Monárquico) s'organisent en parti politique après les résultats de la consultation populaire de 1993. Lors de la mort de Pierre-Gaston, le journal Tribuna de Petrópolis, dont il était propriétaire, affirme que Pedro Carlos est le nouveau chef de la maison impériale du Brésil.

## Titulature et décorations

### Titulature
Les titres portés par les princes d'Orléans-Bragance n'ont aucune existence juridique au Brésil, ils sont considérés comme des titres de courtoisie accordés par le prétendant au trône :
- depuis le 31 octobre 1945 : Son Altesse Impériale le prince Pedro Carlos d'Orléans-Bragance.

### Décorations
- Grand-maître de l'ordre de Pierre Ier (27 décembre 2007, maison d'Orléans et Bragance)[7]
- Grand-maître de l'ordre de la Rose (27 décembre 2007, maison d'Orléans et Bragance)[7]
- Grand-maître de l'ordre du Christ (27 décembre 2007, maison d'Orléans et Bragance)[note 2]
- Grand-maître de l'ordre impérial de Saint-Jacques de l'Épée (27 décembre 2007, maison d'Orléans et Bragance)[note 2]
- Grand-maître de l'ordre de Saint-Benoît d'Aviz (27 décembre 2007, maison d'Orléans et Bragance)[note 2]
- Commandeur de l'ordre du Mérite culturel (république fédérative du Brésil)
- Grand-croix de justice de l'ordre sacré et militaire constantinien de Saint-Georges (maison de Bourbon-Siciles)[7]